# Place d'Octobre (Minsk)

La place d'Octobre (en biélorusse : Кастрычніцкая плошча) est une des places principales de la ville de Minsk.
Située entre l'avenue de l'Indépendance, la rue Engels et la rue Internationale, la place d'Octobre est bordée par le palais de la Culture des syndicats (ru), le siège de l'opérateur Beltelekom, le Comité exécutif de la voblast de Minsk et le Palais de la République. On y retrouve aussi le point zéro, un grand écran de télévision et les stations de métro « Octobre » et « Koupala ».
Le square central, au centre duquel coule une fontaine ornée de la sculpture Le garçon et le cygne, est situé en face de la place d'Octobre, de l'autre côté de l'avenue de l'Indépendance. Il est bordé par la Maison des officiers, la résidence du président de la République et le théâtre Ianka Koupala.

## Histoire
À l'origine, la place s'appelle la Place centrale. Construite entre 1949 et 1950, elle a abrité à partir de 1952 une statue de 10 mètres de haut à l'effigie de Staline.
En 1957, des tribunes officielles sont construites pour accueillir la direction du Parti communiste de la RSS de Biélorussie lors des différentes parades et manifestations. C'est ainsi que la Place centrale devient la place principale de la ville.
En 1961, en pleine déstalinisation, la statue de Staline est détruite à l'explosif.
Le musée d'histoire de la Grande Guerre patriotique ouvre ses portes en 1966 (il déménage en 2014 dans un nouveau bâtiment situé sur l'avenue des Vainqueurs).
En 1984, avec l'ouverture de la première ligne de métro, la place change de nom et devient la place d'Octobre. C'est également à cette époque que débutent les travaux du palais de la République, qui s'achèvent dix-sept ans plus tard. Entre-temps, le statut de place principale de la ville passe à la place Lénine (actuellement place de l'Indépendance).
Le monument Kilomètre zéro est installé en 1998.
La place accueille fréquemment des concerts, des fêtes et des marchés. Elle est aussi le théâtre de diverses manifestations de protestation, comme celle de mars 2006 ou de décembre 2010 contre les résultats des élections présidentielles. En hiver, la place se transforme en patinoire publique.

## Galerie d'images

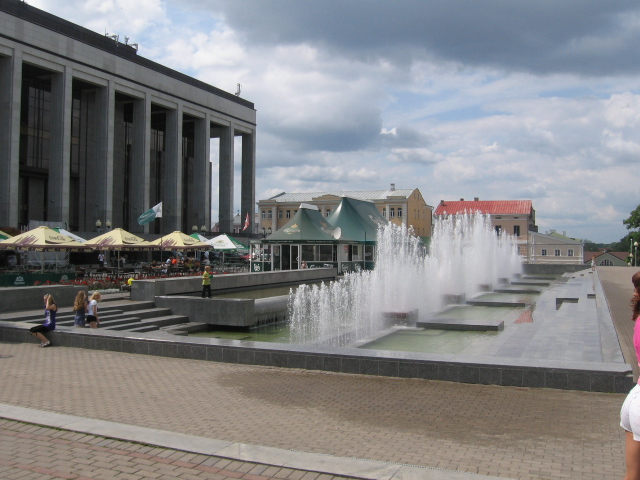
Les fontaines de la place.
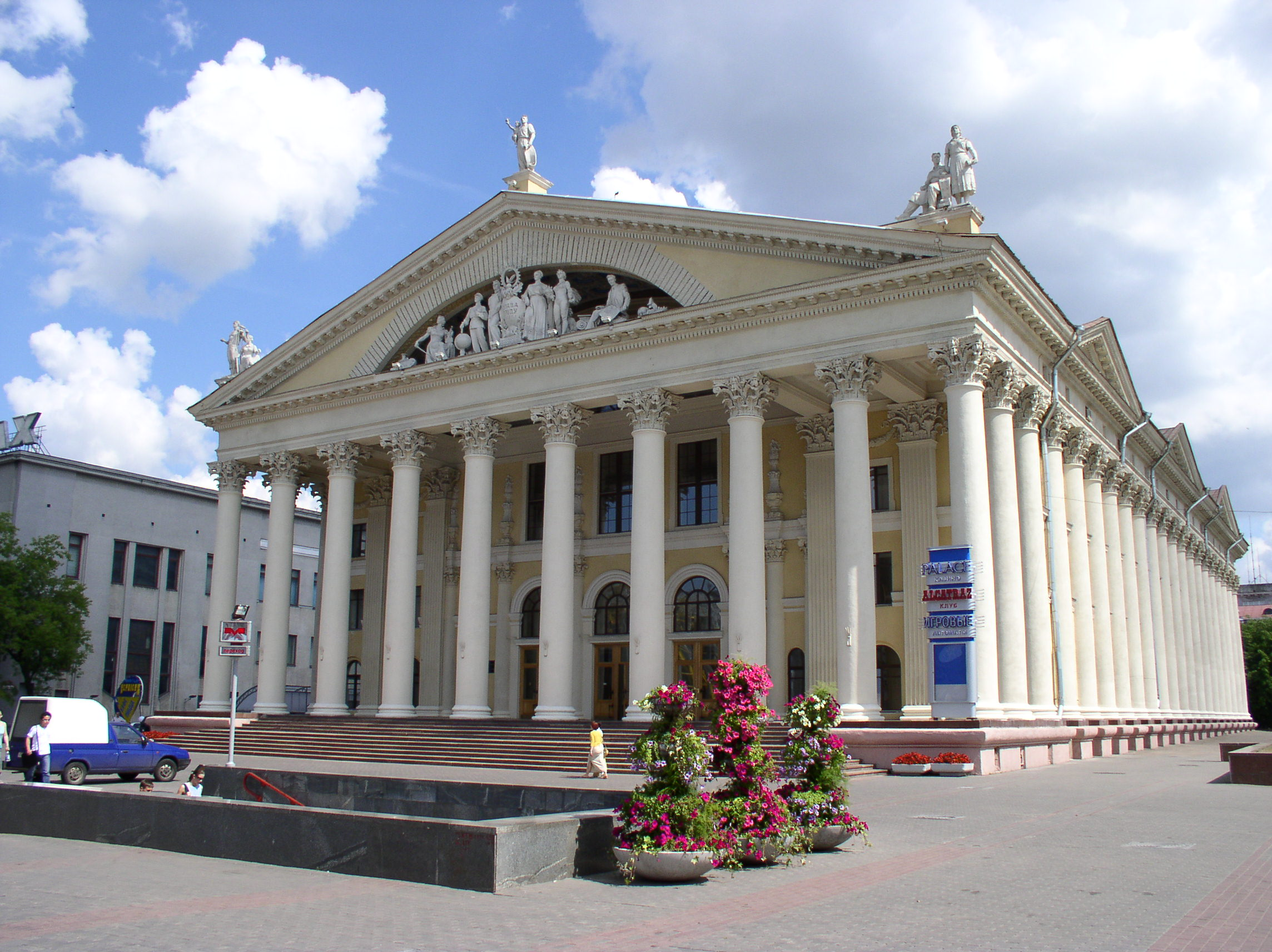
Le Palais de la Culture des syndicats.
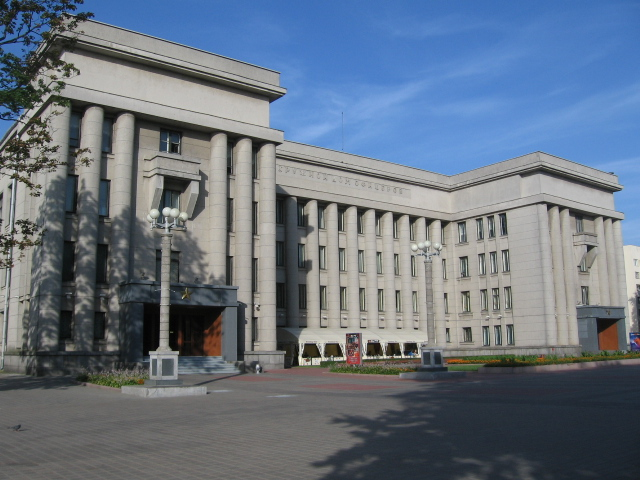
Maison des Officiers, sur le square Alexandre.
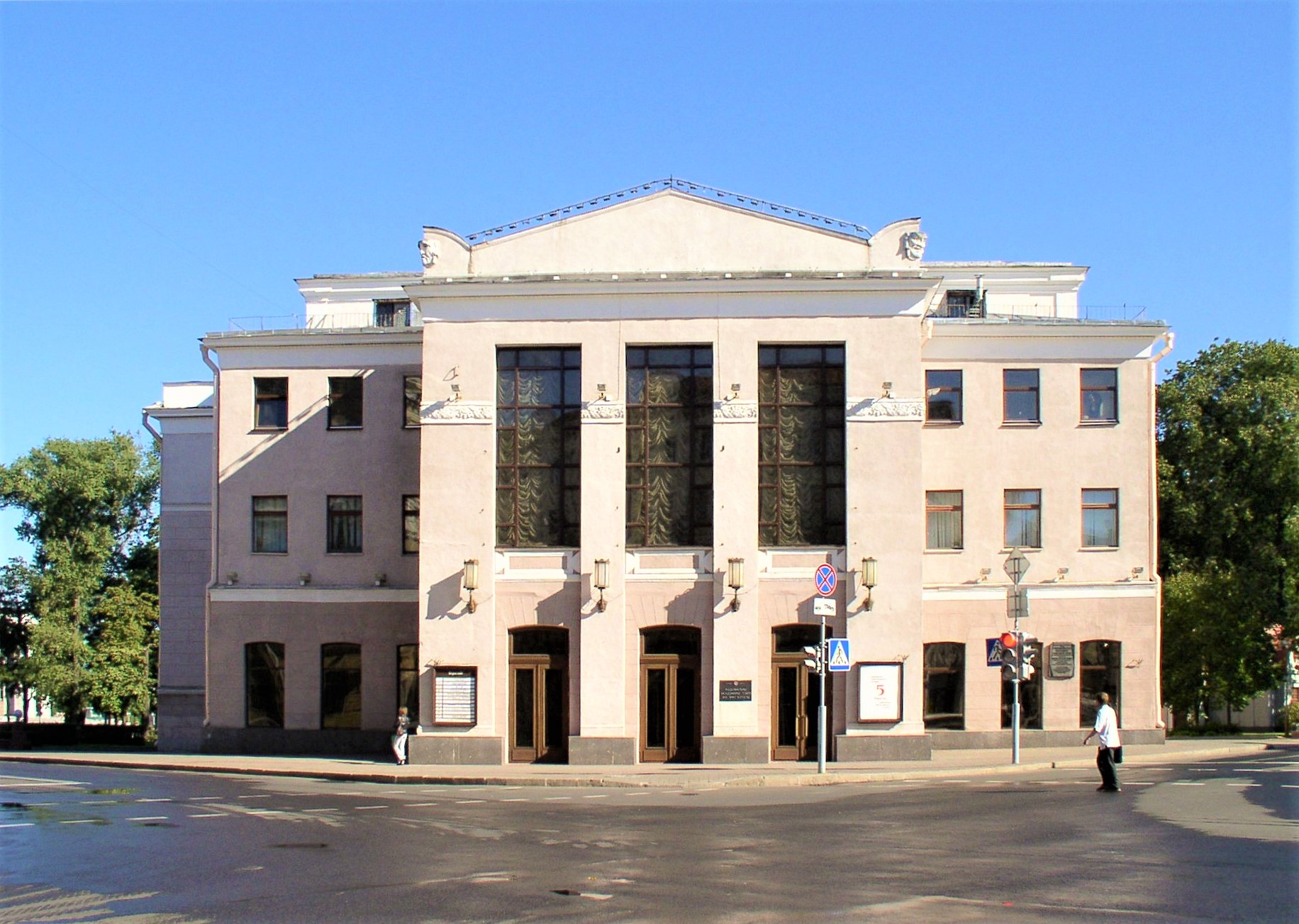
Le théâtre Ianka Koupala, sur le square Alexandre.
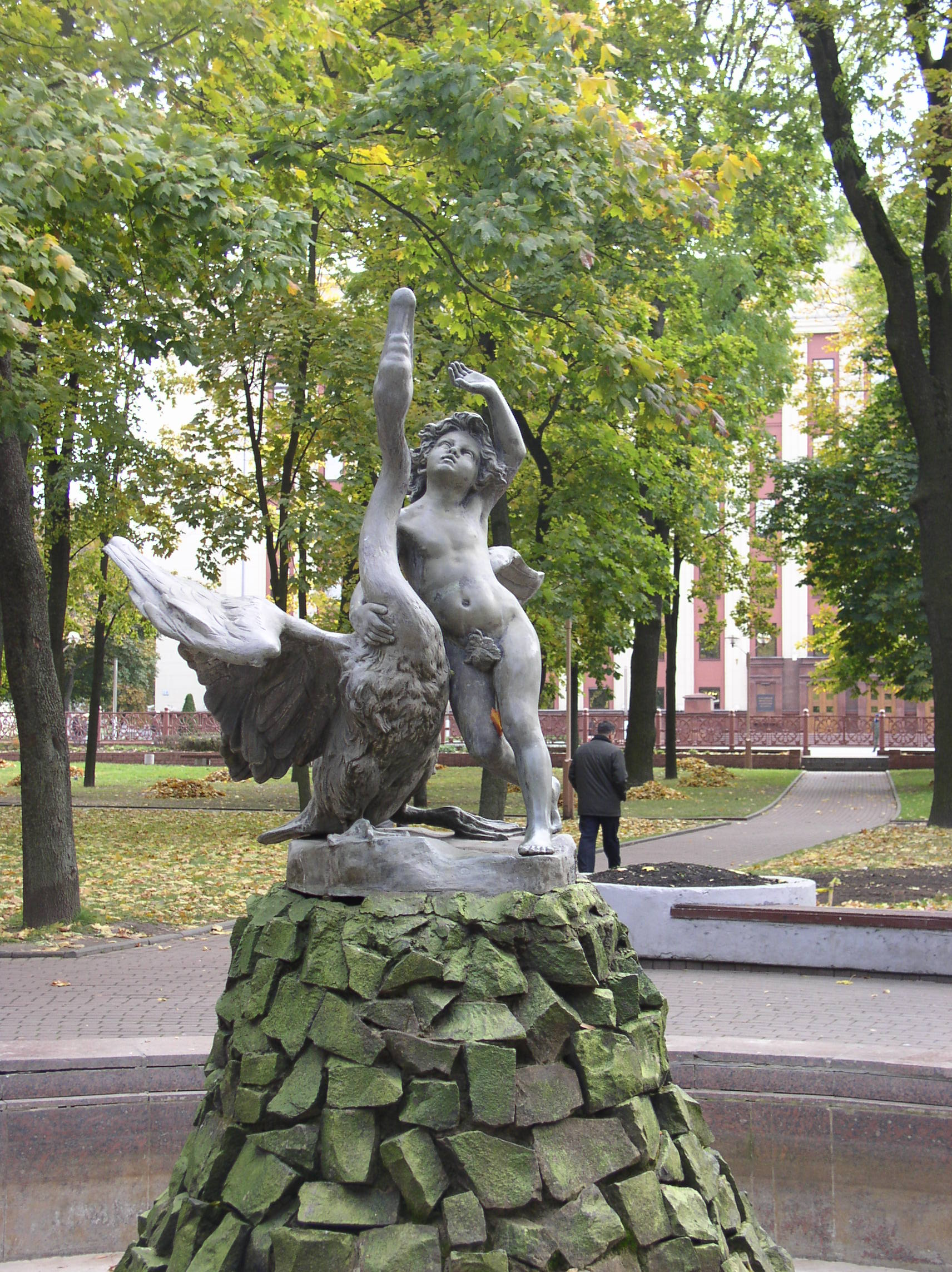
Le garçon et le cygne, sur le square Alexandre.